# Sungai Langat
Sungai Langat ist ein Fluss in Malaysia, in dem Bundesstaat Selangor südlich von Kuala Lumpur. 

## Geografie
Er hat eine Länge von etwa 78 km und ein Einzugsgebiet von ca. 2350 km². Seine Quellen liegen an der Grenze zu Pahang und Negeri Sembilan zu Füßen der Titiwangsa-Berge am Gunung Nuang unweit der Genting Highlands. Er mündet bei Port Klang in die Straße von Malakka und gabelt sich kurz vor der Mündung in einen südlichen und einen westlichen Arm. Ein Seitenarm des Flusses bildet zusammen mit dem Klang ein Mündungsdelta. In seinem Einzugsgebiet befinden sich mehrere Stauseen, wie zum Beispiel das Langat Reservoir und das Semenyih Reservoir. 

## Hydrologie
Am Unterlauf des Langat führen die jährlichen Monsunniederschläge immer wieder zu Überflutungen.